# Gustav Höhne
Gustav Höhne, nemški general, * 17. februar 1893, † 1. julij 1951.